# Большое Яндуганово
Большо́е Яндуга́ново (чув. Малти Чиперуй) — село в составе Мариинско-Посадского муниципального округа Чувашии. С 2004 до 2023 года входило в состав  Большешигаевского сельского поселения. С 2023 года входит в состав Большешигаевский территориальный отдел . Проживает 138 человек. Соединены асфальтированной дорогой и телефонной связью с окружным центром Мариинский Посад.

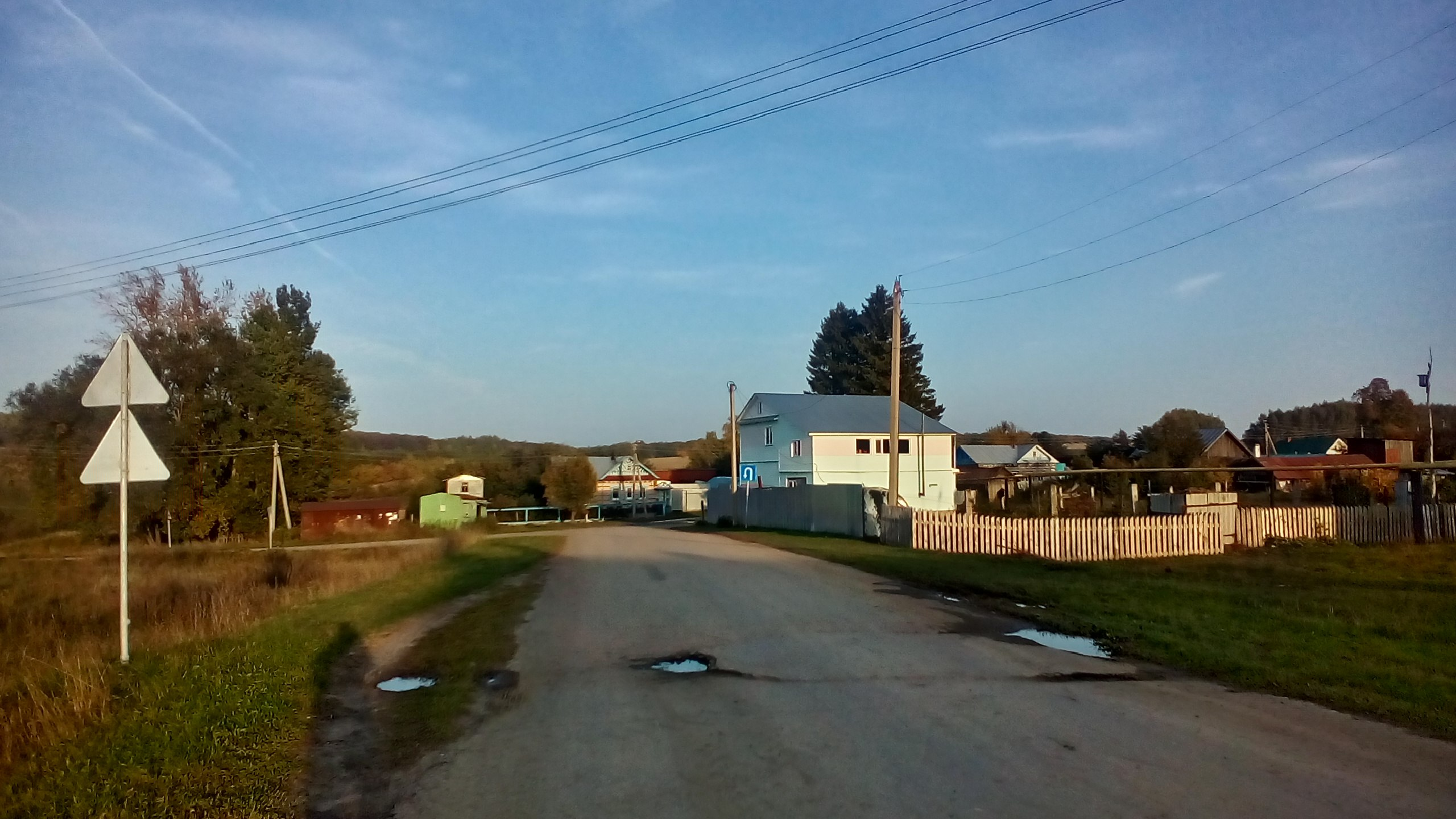
Большое Яндуганово (чуваш. Малти Чиперуй) — село в составе Мариинско-Посадского муниципального округа Чувашии. Проживает 138 человек. Соединены асфальтированной дорогой и телефонной связью с районным центром Мариинский Посад. Фото: Максим Шилкин

## Социально-значимые объекты
- Большеяндугановский сельский клуб;
- Фельдшерско-акушерский медицинский пункт;

Большое Яндуганово

## Близлежащие населенные пункты
Сотниково (2 км), Малое Яндуганово (3 км), Малое Шигаево (5 км), Эльбарусово (5 км), Большое Шигаево (5 км), Астакасы (6 км), Арзаматово (6 км), Вурманкасы (6 км), Караньялы (7 км), Ускасы (7 км), Ильменькасы (7 км), Мижули (9 км), Средние Бокаши (9 км), Передние Бокаши (9 км), Тинсарино (9 км)

## Автобусное сообщение
Маршрут Новочебоксарск-Большое Яндуганово. Совершается четыре рейса в день.
Расписание отправления с города Новочебоксарск:
Время отправления: 06:01 08:35 14:05 16:05
Время прибытия: 06:35 09:09 14:39 16:39
Время прибытия автобуса может незначительно отличаться от предоставленного здесь в пределах от 5 до 20 мин. Задержка автобуса может быть обусловлена некоторыми факторами (загруженность дорог, поломка автобуса и т.п).
Расписание взято со стенда перед входом на кассово-диспетчерский пункт. Точное расписание уточняйте у кассиров кассово-диспетчерского пункта по адресу: г. Новочебоксарск, ул. Семенова,8.
Данные верны на 13.05.2017